# 豊海町
豊海町（とようみまち）は、千葉県山武郡にあった町。旧山辺郡。現在は九十九里町立豊海小学校、豊海幼稚園、豊海保育園、豊海郵便局 にその名をとどめている。

## 地理
- 河川：真亀川

## 沿革
- 1889年（明治22年）4月1日 - 町村制施行に伴い、粟生村、細屋敷村、西野村、不動堂村、藤下村、下貝塚村、真亀村、真亀新田、宿村・薄島村・荒生村各飛地，大沼村・関下村各飛地と斗入地、粟生・大沼間官民有所属未定地の一部が合併して山辺郡豊海村が成立。村役場を下貝塚に設置。
- 1897年（明治30年）4月1日 - 山辺郡が武射郡と統合して山武郡となる。
- 1916年（大正5年） - 村役場を不動堂へ移転。
- 1940年（昭和15年）2月11日 - 町制を施行して豊海町となる。
- 1955年（昭和30年）3月31日 - 片貝町、鳴浜村の一部（作田）と合併して九十九里町となる。